# Scaptomyza kaavae
Scaptomyza kaavae är en tvåvingeart som först beskrevs av Malloch 1934.  Scaptomyza kaavae ingår i släktet Scaptomyza och familjen daggflugor. Inga underarter finns listade i Catalogue of Life.